# Francisco de Cárdenas y Espejo
Francisco de Cárdenas y Espejo (Sevilla, 4 de febrer de 1817 – Madrid, 3 de juliol de 1898) va ser un advocat, periodista i polític espanyol, ministre de Gracia i Justícia durant el regnat d'Alfons XII.

## Biografia
Després d'estudiar lleis a la seva ciutat natal obtindria, en 1839 la càtedra de Filosofia Moral, Lògica i Gramàtica de la seva universitat. Diputat per Saragossa a les eleccions de 1853 i 1857 passaria al Senat en 1864 com a senador vitalici. Amb la revolució de 1868 es retira de la política activa i no en va retornar fins a la Restauració, en la qual és elegit senador per Còrdova en 1876 i, novament, senador vitalici en 1877.
Va ser ministre de Gracia i Justícia entre el 31 de desembre de 1874 i el 12 de setembre de 1875 en dos governs que presidí Cánovas i com tal va abolir lleis com la del matrimoni civil que s'havia aprovat durant el Sexenni Revolucionari. Va fundar Revista Andaluza (1839), El Conservador (1839), El Derecho (1844) i El Derecho Moderno (1847). Endemés fou director d'El Globo fins a 1846. Va ser ambaixador d'Espanya a París i davant la Santa Seu i membre de la Reial Acadèmia de la Història i de la Reial Acadèmia de Ciències Morals i Polítiques.

## Obres
- Ensayo sobre la historia de la propíedad territorial en España (1873)
- Estudios jurídicos (Madrid, Estab. tip. de P. Nuñez, 1884)
- De los vicios y defectos más notables de la legislación civil de España, y de las reformas que para subsanarlas se proponen en el proyecto de código civil (Madrid: R. Rodríguez de Rivera, 1852)
- De la influencia del teatro en las costumbres y la protección que puede dispensarle el Estado: Informe de la Real Academia de Ciencias Morales y Políticas (Madrid: E. Martínez, 1880)
- Estado de la población y del trabajo en las islas de Cuba y Puerto-Rico: informe (Madrid: T. Gutenberg, 1884); editó
- Legis romanae Wisigothorum fragmenta ex códice palimpsesto sanctae Legionensis ecclesiae protulit (Matriti, apud Ricardum Fe, Regiae academiae typografum, 1896) amb Fidel Fita i Colomer.
- Volum III (1865) de la Colección de documentos inéditos: relativos al descubrimiento, conquista y organización de las antiguas posesiones españolas de América y Oceanía, sacados de los archivos del reino, y muy especialmente del de Indias.
- Redactà les biografies d'Antonio Gil y Zárate (1842) i de Mariano Roca de Togores per al Boletín de la Real Academia de la Historia
- Comentarios al código civil español.
- Diario exacto de la sublevación de alguna plebe de la parroquia de Omnium Sanctorum, vulgarmente llamado el Barrio de la Feria, de la M.N. y M.L. ciudad de Sevilla, cometida el miércoles 22 de mayo de 1622 (Sevilla: Álvarez, 1841) amb José Maldonado López.
- Calidad y circunstancias de los bandos políticos de España: desde el siglo XIII hasta fines del XV: Discursos leídos ante la Real Academia de la Historia en la recepción pública del Excmo. Sr. Francisco de Cárdenas, el día 3 de noviembre de 1872. (Madrid: Impr. de Berenguillo, 1872).